# 拉格比公學

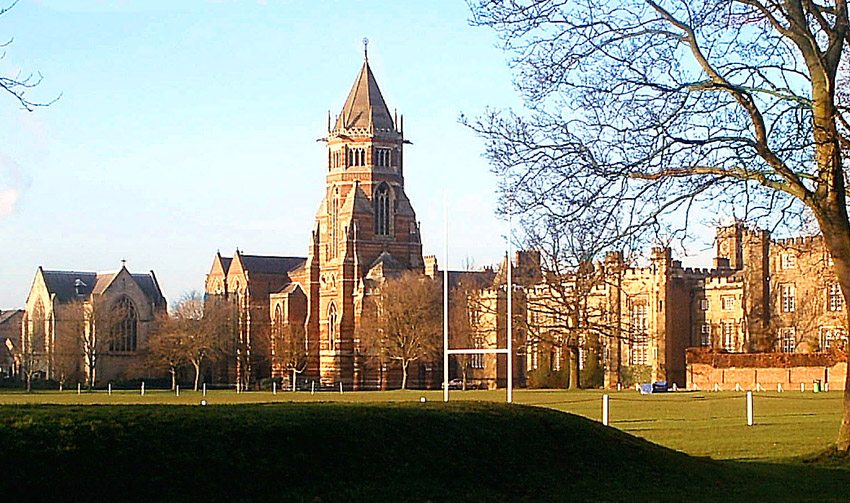
拉格比學校

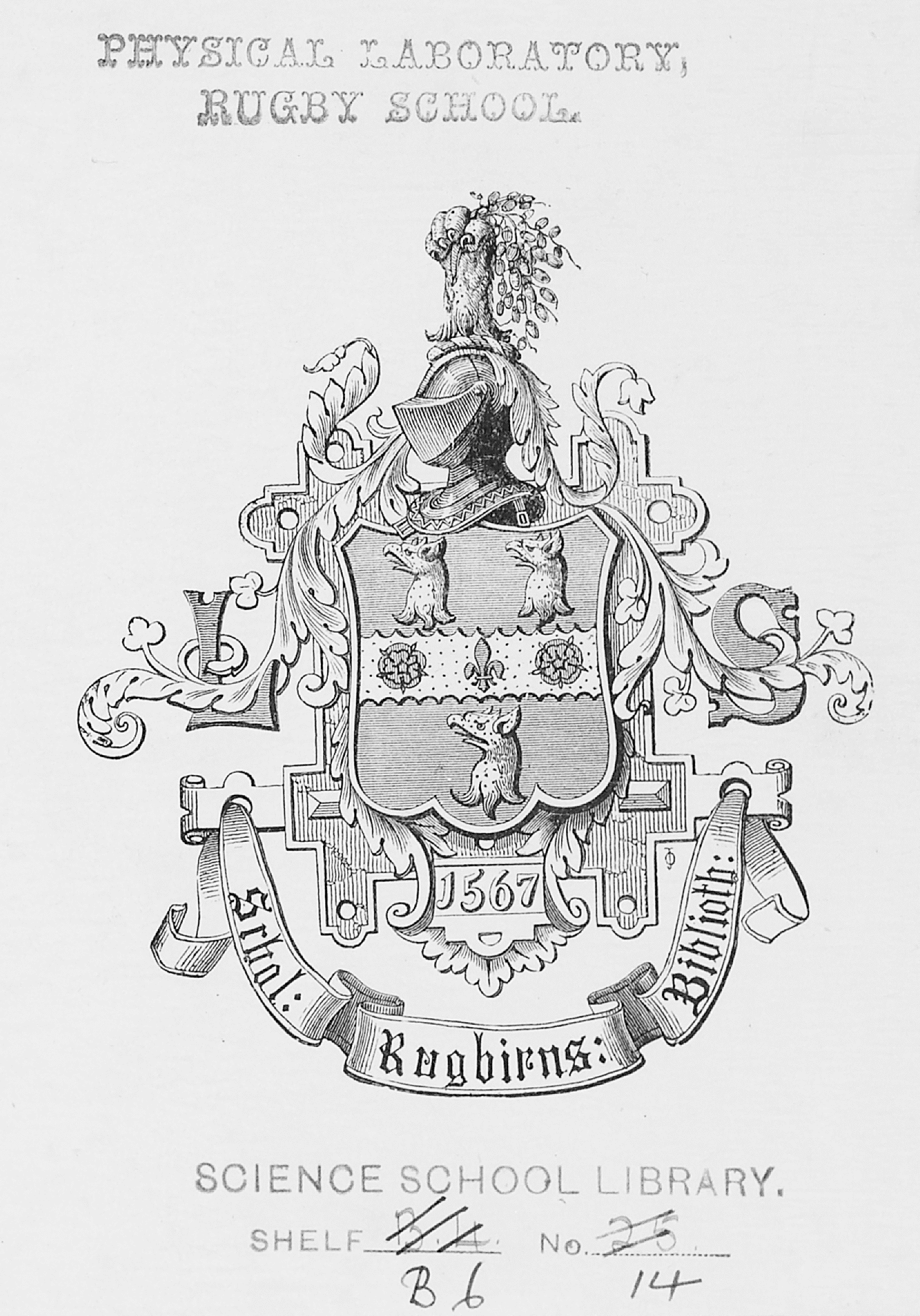
Ex libris

拉格比公學（英語：Rugby School），是位於英格蘭中部沃里克郡拉格比鎮上的一間男女兼收寄宿學校，也是英格蘭最古老的公學之一，成立於1567年。
拉格比公學以其為橄欖球運動發源地而聞名於世，橄欖球一詞的英文正是取自於拉格比。它也是1868年公學法案所針對的七所公學之一。

## 知名校友
- 內維爾·張伯倫：英國首相
- 奥斯丁·张伯伦：知名政治家
- 路易斯·卡羅：《愛麗絲夢遊仙境》作者
- 薩爾曼·魯西迪：《撒旦诗篇》作者
- 麥理浩： 香港總督
- 白思華:  知名英國陸軍將領
- 珀西·塞克斯： 英國軍官和歷史學家
- 威廉·瓦丁顿： 法國總理
- 四個拉格比公學男孩：第十三世達賴喇嘛派出留學推動西藏現代化的四人。
- 郭榮鏗：前香港立法會議員，前立法會內務委員會副主席

## 外部連結
- 拉格比學校官方網站 （页面存档备份，存于）（英語）